# Tantum Ergo
"Tantum ergo" là những từ đầu tiên của hai câu cuối cùng trong bài ca Pange lingua do thánh Tôma Aquinô sáng tác vào khoảng năm 1264. Các phân đoạn với những từ đầu là "Genitori genitoque" và "Procedenti ab utroque" phát xuất từ bài ca tiến cấp dành cho lễ Chúa Thánh Thần hiện xuống do tác giả Adam de Saint-Victor sáng tác. Hai từ đầu tiên "Tantum ergo" có thể tạm dịch là "Vì thế, thật vĩ đại thay".

## Tiêu đề
Câu đầu của bài này là: "Tantum Ergo Sacramentum".
- "Tantum" nghĩa là: vĩ đại, to lớn, cao vời, bao la, kỳ diệu...
- "Ergo" nghĩa là: bởi thế, vậy...
- "Sacramentum" nghĩa là: bí tích
Trong tiếng Latin, người ta có thể đảo lộn tất cả các chữ trong một câu mà vẫn hiểu được câu nói đó (đây là lý do khiến cho tiếng Latin được gọi là ngôn ngữ chính của Giáo hội vì rất chặt chẽ và không trật đi đâu được).
Theo đó, "Tantum" sẽ đi với "sacramentum" vì có chung đuôi um (giống trung - tiếng Latin có 3 giống: đực, cái, trung). Hai từ này kết hợp lại (tantum sacramentum) nghĩa là Bí tích vĩ đại.
Vì thế, "Tantum Ergo Sacramentum" có thể dịch tạm là "Quả là bí tích vĩ đại"
Nếu bạn hỏi tiêu đề "Tantum Ergo" nghĩa là gì, thì có thể tạm dịch là "Quả là vĩ đại". Tuy nhiên, về ngữ pháp thì không ai hiểu được tại sao là Tantum (tính từ giống trung) mà không phải là Tantus (tính từ giống đực). Đúng ra phải nói nguyên câu: "Tantum Ergo sacramentum"thì mới hiểu được vì "tantum" đi với "sacramentum" (giống trung, đuôi um)
Bài hát này khi dịch sang tiếng Việt, nhiều nhạc sĩ đã tạm dịch là "Ôi bí tích kỳ diệu", "ôi nhiệm tích", hoặc bài ta vẫn nghe là bài "Đây nhiệm tích"...